# Joseph Bradley Varnum
Joseph Bradley Varnum, né le 29 janvier 1750 (ou 1751) à Dracut dans le Massachusetts et mort le 21 septembre 1821 dans la même ville, est un homme politique américain. Après avoir pris part à la guerre d'indépendance des États-Unis, il exerce d'abord des fonctions politiques, militaires et judiciaires dans son État natal. Il est ensuite membre de 1795 à 1811 de la Chambre des représentants, dont il est le Speaker de 1807 à 1811, puis du Sénat, dont il est brièvement le président pro tempore entre 1813 et 1814. Il échoue cependant à être réélu en 1817 et achève sa carrière au Sénat du Massachusetts où il meurt en fonction en 1821.

## Biographie

### Jeunesse et famille

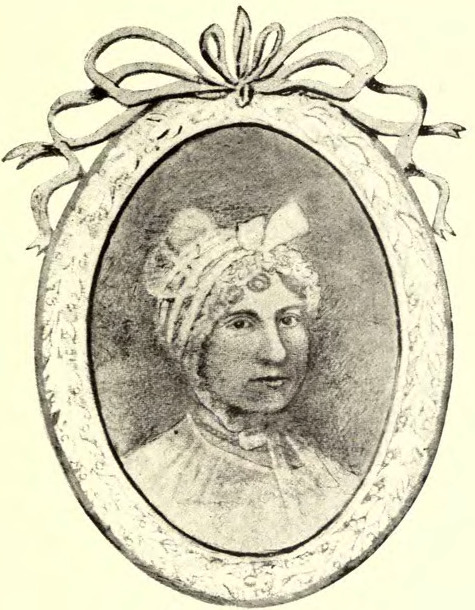
Molly Varnum, née Butler, épouse de Joseph Varnum.

Joseph Bradley Varnum naît le 29 janvier 1750 (ou 1751) à Dracut dans le comté de Middlesex dans le Massachusetts. Fils de Samuel Varnum, agriculteur, et de son épouse Hannah Varnum (née Mitchell), il grandit à la ferme familiale et reçoit une instruction limitée. De ce fait, essentiellement autodidacte, il se voit plus tard accusé par ses adversaires fédéralistes d'être illettré. Toute sa vie, il demeure attaché à Dracut, où il habite lorsqu'il ne sert pas dans l'armée ou au Congrès, et nourrit pour l'agriculture un vif intérêt dont témoigne sa correspondance. Il épouse en 1773 Molly Butler, qui lui survit jusqu'en 1833.
Son frère James Mitchell Varnum (1748-1789), avocat, sert dans l'Armée continentale pendant la guerre d'indépendance avec le grade de général et représente le Rhode Island au Congrès continental en 1780, 1781 et 1787.

### Carrière militaire
Varnum est d'abord milicien. Lorsque deux compagnies de volontaires sont formées à Dracut en 1770, l'une d'elle l'élit capitaine et il assure par la suite son instruction militaire. Il garde le commandement de cette troupe de miliciens, surnommés les « Dracut Minute Men », à travers la guerre d'indépendance, durant laquelle il prend notamment part aux combats à Lexington en 1775 et à Rhode Island en 1778. 
En avril 1787, il est élu colonel du septième régiment de la troisième division de la milice du Massachusetts, à laquelle il reste durablement lié. Promu brigadier général en 1802 puis major général en 1805, il est connu pour le reste de sa vie comme le « général Varnum ».

### Carrière politique
De retour des combats, Varnum commence sa carrière politique à la Chambre des représentants du Massachusetts dont il est membre de 1780 à 1785. Il siège ensuite au Sénat de l'État de 1786 à 1795, représentant son comté natif de Middlesex. 
Il s'affirme alors comme un antifédéraliste, s'opposant à l'existence d'une armée, d'une marine ou d'impôts fédéraux. Sénateur, il participe avec sa milice à la répression de la révolte de Shays (1786-1787) en appuyant les troupes du général Benjamin Lincoln et fait partie des délégués envoyés à la convention de l'État qui ratifie la constitution fédérale en 1788. Il remplit également durant cette période les fonctions de juge de la Cour des plaids-communs puis de juge en chef de la Cour des séances générales.
En 1794, après trois candidatures infructueuses en 1788, 1790 et 1792, Varnum est élu représentant des États-Unis contre le fédéraliste Samuel Dexter à une très courte majorité de onze voix. Réélu à huit reprises, il siège du 4 mars 1795 au 29 juin 1811 et, notamment, préside la commission des élections durant le 5e Congrès (1797-1799). Il devient surtout rapidement l'un des meneurs des antifédéralistes et figure parmi les opposants de la première heure à l'esclavage et au commerce des esclaves.
Dans le premier volume de son History of the Rise and Fall of the Slave Power in America (1872), l'homme d'État Henry Wilson cite l'intervention de Varnum en 1798 dans le débat relatif à la forme de gouvernement à attribuer au Territoire du Mississippi à la Chambre des représentants. Jugeant la réduction en esclavage des Noirs aussi criminelle que celle des Américains capturés par les Barbaresques, Varnum s'y exprime en faveur de l'extension au Mississippi de l'interdiction de l'esclavage, déjà en vigueur dans le territoire du Nord-Ouest, ce que ne prévoit pas la proposition de loi discutée. 
Soutien de Thomas Jefferson, il est devenu au tournant du siècle l'une des principales figures des « républicains jeffersoniens » mais s'oppose cependant au président quant au gouvernement des territoires nouvellement acquis grâce à l'achat de la Louisiane en 1803. 
Quatre ans plus tard, malgré des dissensions parmi les Jeffersoniens, qui sont plusieurs à candidater, Varnum est élu le 26 octobre 1807 président de la Chambre des représentants dès le premier tour, arrivant premier avec 59 voix contre le fédéraliste Charles Goldsborough (en). Peu après, en décembre 1807, il soutient le vote de la loi sur l'embargo, qui interdit aux navires étrangers de commercer dans les ports américains, ce qui lui coûte la victoire lors de l'élection gouvernorale de 1809 au Massachusetts, où il était candidat au poste de lieutenant-gouverneur au côté du gouverneur sortant Levi Lincoln. Mais la loi est finalement abrogée deux ans plus tard. En tant que Speaker, Varnum est le dernier à agir en simple modérateur des débats et arbitre des conflits, là où Henry Clay, qui lui succède en 1811, transforme la fonction en profondeur en s'impliquant davantage dans le processus législatif. 
En juin 1811, Varnum quitte la Chambre des représentants pour rejoindre le Sénat où, élu pour remplacer Timothy Pickering, il siège jusqu'au 3 mars 1817. Au sein de cette institution, il est brièvement président pro tempore durant le 13e Congrès (1813-1815) et président de la commission sur les milices durant le 14e (1815-1817). Entretemps, il est candidat au poste de gouverneur du Massachusetts en 1813 mais son adversaire fédéraliste, Caleb Strong, l'emporte. Enfin, son soutien à la guerre de 1812, impopulaire au Massachusetts, lui coûte également sa réelection au Sénat fédéral en 1817. 
Toutefois, Varnum parvient rapidement à retrouver son ancien siège de sénateur du Massachusetts, qu'il conserve jusqu'à sa mort. En 1820, il participe encore à la convention chargée de réviser la constitution de l'État. Mais, le 21 septembre 1821, il tombe soudainement malade après être monté à cheval et meurt à son domicile à Dracut. Il est enterré dans le cimetière privé de sa famille.